# Battaglia di La Guyonnière
La battaglia di La Guyonnière è stata una battaglia della seconda guerra di Vandea combattuta il 23 marzo 1796 a La Guyonnière.

## La battaglia
La seconda guerra di Vandea era quasi conclusa François Charette, a seguito della battaglia di Yeu si trovava con pochissimi uomini e continuava ad essere inseguito dal generale Lazare Hoche.
Charette riuscì ad evitare le colonne di Hoche per diversi mesi, ma il 23 marzo 1796 a La Guyonnière, con un centinaio di fedelissimi, fu scoperto dai 400 uomini dell'aiutante-generale Jean-Pierre Travot.
I vandeani completamente circondati vennero quasi tutti uccisi, mentre Charette venne catturato. Condotto poi a Nantes verrà quindi fucilato il 29 marzo. Travot come ricompensa per aver eliminato l'ultimo gruppo di vandeani venne promosso generale di brigata.
La morte del "generalissimo" Charette mise fine alla seconda guerra di Vandea, tuttavia l'insurrezione vandeana riprenderà poi nel 1799 e nel 1825.